# 테크레이더

테크레이더(TechRadar)는 기술에 초점을 둔 영국의 온라인 출간물로서, 편집 팀은 미국, 영국, 오스트레일리아, 인도에 위치해 있다. 기술 제품의 소식과 리뷰를 제공한다. 2008년 시작하였다. 2013년 기준으로 영국에서 가장 큰 소비자 기술, 뉴스, 리뷰 사이트이다.
테크레이더는 퓨처사의 소유이며, 퓨처사는 영국에서 6번째로 큰 출판사이다.
2017년 4분기에 테크레이더는 시밀러웹의 미국 미디어 출판 순위에서 미국 내 93위로 큰 미디어로 등재되면서 톱 100에 진입하였다.